# Posturale Instabilität
Mit posturale Instabilität („postural“ von lateinisch postura, Haltung) wird eine mangelnde Stabilität der aufrechten Körperhaltung beschrieben. Sie ist oft neurologisch bedingt und tritt z. B. bei einem Parkinson-Syndrom auf.
Die Betroffenen müssen im Sitzen oder Stehen die Haltung sehr auffällig korrigieren.
Dies liegt unter anderem daran, dass die Signale der Stellsensoren der Skelettmuskulatur nicht mehr ausreichend über das Rückenmark verarbeitet werden.
Das Gleichgewichtsorgan des Innenohres meldet an das entsprechende Zentrum des Cortex eine Verlagerung der Schwerpunktachse, und es kommt zu einer bewussten anstatt einer nicht sichtbaren unbewussten Haltungskorrektur.
Bei Kleinstkindern, die mit dem aufrechten Sitzen begonnen haben, sind diese noch groben Korrekturbewegungen sehr gut zu beobachten. Hier hat sich noch kein erlernter Reflexbogen gebildet.
Bei nicht erkrankten Erwachsenen laufen diese Korrekturbewegungen über erlernte Reflexbögen zwischen Muskelspindeln und Rückenmark selbständig, unbewusst und so fein abgestimmt ab, dass sie von anderen Menschen kaum oder nicht augenscheinlich wahrgenommen werden.